# 남양주 요금소
남양주 요금소(南楊州料金所, Namyangju TG)는 경기도 남양주시 와부읍 월문천로 280-63에 위치한 서울양양고속도로 본선 상의 요금소이다. 덕소삼패 나들목에서 동쪽으로 약 3.1 km 떨어져 있다.
2009년 7월 15일 서울양양고속도로의 민자구간인 강일 ~ 춘천 구간이 개통되면서 영업을 개시했다. 관리는 한국도로공사 남양주영업소, 서울춘천고속도로 남양주영업소에서 하고 있다.
2019년 2월 요금소 내에 다차로 하이패스 시스템을 1,2차로에 설치하여 다차로 하이패스를 통과 하는 차량은 80km/h로 통과할 수 있다.

## 연혁
- 2009년 7월 15일 : 서울양양고속도로 강일 ~ 춘천 구간 개통과 함께 영업 개시
- 2019년 2월 : 다차로 하이패스 시스템 도입

## 교통량 정보
| 요금소          | 통행량 (대/일) | 통행량 (대/일) | 통행량 (대/일) | 통행량 (대/일) | 통행량 (대/일) | 통행량 (대/일) | 통행량 (대/일) | 통행량 (대/일) | 통행량 (대/일) | 통행량 (대/일) | 각주  |
| 요금소          | 2009년         | 2010년         | 2011년         | 2012년         | 2013년         | 2014년         | 2015년         | 2016년         | 2017년         | 2018년         | 각주  |
| --------------- | -------------- | -------------- | -------------- | -------------- | -------------- | -------------- | -------------- | -------------- | -------------- | -------------- | ----- |
| 남양주 (폐쇄식) | 21,832         | 28,177         | 30,519         | 30,259         | 30,242         | 31,453         | 13,867         | 9,988          | 10,717         | 11,242         | [ 1 ] |
| 요금소          | 2019년         |                |                |                |                |                |                |                |                |                | [ 1 ] |
| 남양주 (폐쇄식) | 12,627         |                |                |                |                |                |                |                |                |                | [ 1 ] |

## 양양 방향
- 하이패스 전용 진출차로 : 1,2,3,4차로
- 일반 진출차로 : 3,4,5,6,7,8차로

## 서울 방향
- 하이패스 전용 진출차로 : 1,2,3,4,11차로
- 일반 진출차로 : 3~10,12~14차로